# Corydalis pseudoadunca
Corydalis pseudoadunca là một loài thực vật có hoa trong họ Anh túc. Loài này được Popov mô tả khoa học đầu tiên năm 1937.